# Tomos
Tomos, acrònim de Tovarna Motornih koles Sežana (en català, "Fàbrica de motocicletes de Sežana") fou una fàbrica de motocicletes que va ser fundada el 1954 pel govern de l'antiga Iugoslàvia a Sežana, a l'actual Eslovènia.

## Història

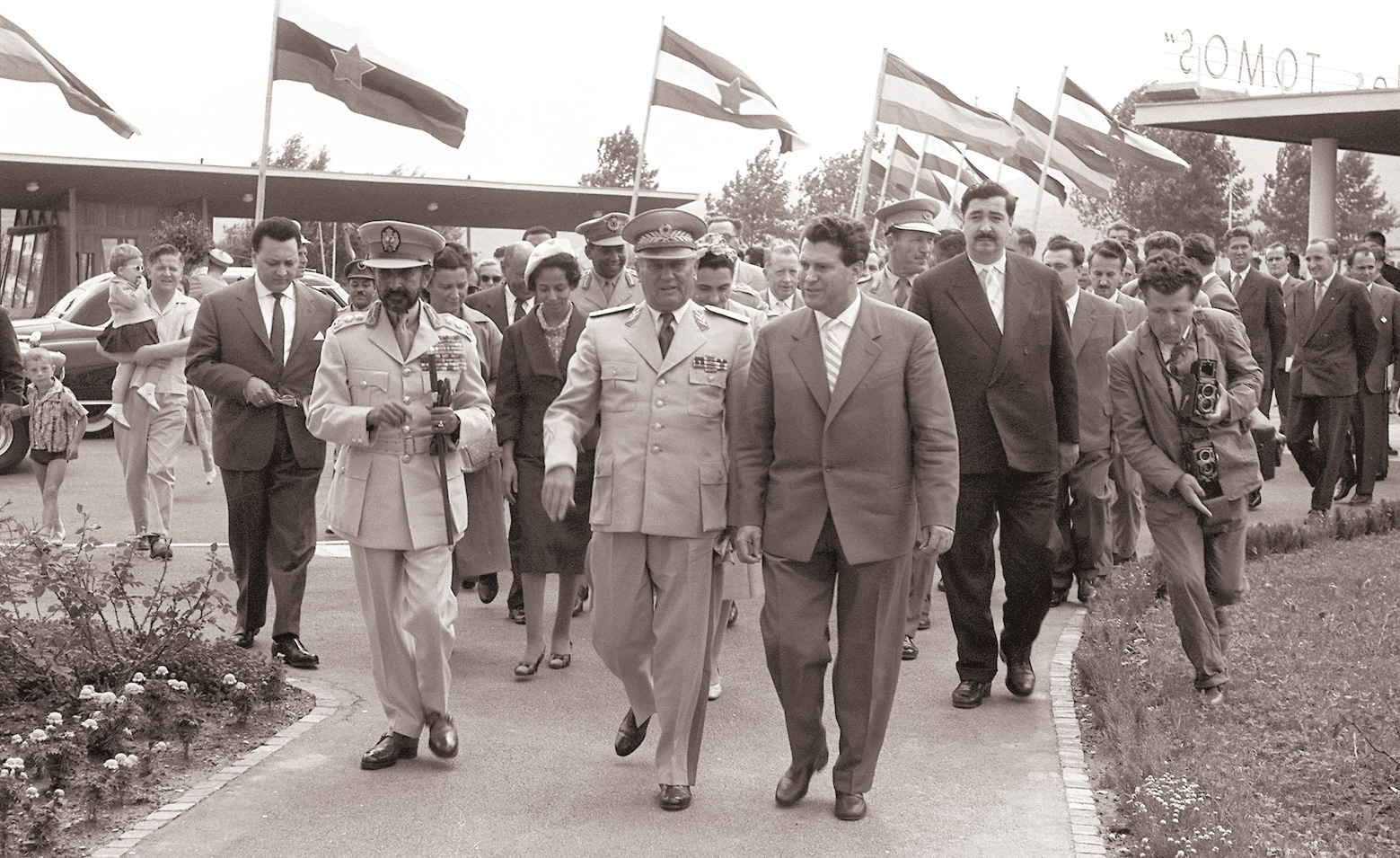
El mariscal Tito amb Haile Selassie durant una visita a la fàbrica Tomos de Koper el 1959

L'empresa va començar a produir ciclomotors amb llicència del fabricant austríac Puch el 1955 en una fàbrica de Koper. A aquests models, anomenats Colibrí, s'hi van afegir una motocicleta de 250 cc i un escúter en dues cilindrades (125 i 150 cc), també d'origen austríac, però amb un èxit limitat.
El 1959, Tomos va començar a produir ciclomotors de disseny propi, mantenint el nom "Colibrí", els quals anà actualitzant progressivament. També va endegar les exportacions, primer a Suècia i després als Països Baixos, amb bons resultats comercials. L'èxit de la iniciativa va fer que el 1964 s'inaugurés una nova planta de muntatge a Epe (Països Baixos). El 1968 va entrar en producció el ciclomotor "Automatic", amb bastidor de tub (en comptes de xapa premsada) i caixa de canvis d'una sola velocitat. Dos anys més tard, l'empresa va tornar al sector de les motocicletes de gran cilindrada tot produint la Norton Commando Fastback sota llicència de Norton amb el nom de Tomos-Norton TN 750 Fastback; la producció en va ser de curta durada i va cessar a finals de 1970.
Durant la dècada del 1960, l'empresa de Koper va començar a diversificar les seves activitats tot iniciant la producció de motors forabord i estacionaris, així com la construcció de diversos models de Citroën (entre ells el 2CV, el Dyane i el GS) i Alfa Romeo (els models Giulia 1300 TI i 1750 Berlina) per al mercat iugoslau. Durant la dècada del 1970, l'empresa va actualitzar els seus models tant estèticament com mecànica (el ciclomotor Colibrí, ara en versions de carretera i fora d'asfalt, duia un nou motor amb caixa de canvis de cinc velocitats) i endegà les exportacions als EUA. La dècada següent va estar marcada pel llançament de l'Automatic 3 (una versió revisada de l'anterior Automatic, llançada el 1974), el model de carretera BT 50, els models d'enduro ATX 50 i CTX80 i el Colibrí TS 50, aquest darrer dissenyat per Giorgetto Giugiaro.
Amb l'enfonsament de Iugoslàvia en començar la dècada del 1990, Tomos va renovar la seva xarxa de vendes (basant-se en el comerç minorista a gran escala, en particular a la IKEA sueca) i la seva gamma de productes. L'any 1998 es va privatitzar l'empresa de Koper: va ser adquirida per Hidria Corporation, una empresa de Ljubljana activa en el sector de components d'automòbil, alhora que continuava amb la producció de motocicletes, minimotos i escúters.
Des del 2012, Tomos tornava a estar present al mercat italià amb models com ara el Flexer, el clàssic Vintage i l'escúter elèctric E-Lite. El gener de 2019, després d'alguns intents de rescat, l'empresa es va declarar en fallida i va aturar definitivament la seva activitat.

## Competició

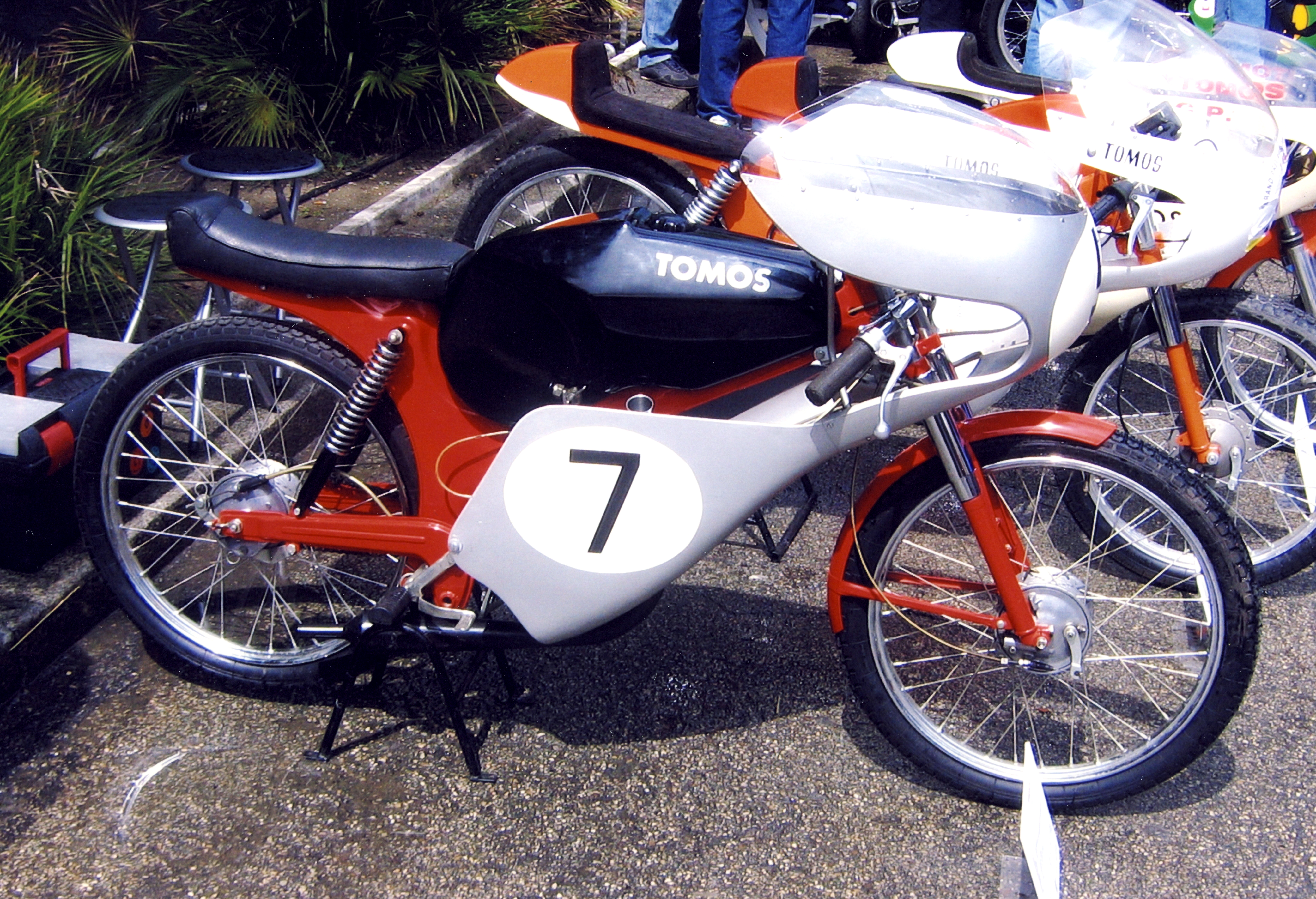
La Tomos D6S 50 GP amb què Gilberto Parlotti guanyà el campionat d'Itàlia

A partir de 1958, amb el debut de la Colibrí Special, Tomos es va dedicar a les competicions, concentrant-se especialment en la cilindrada dels 50cc. Ja a començaments dels seixanta l'empresa va aconseguir diverses victòries internacionals, entre elles la cursa del Campionat d'Europa de 50cc al circuit de Hockenheim, celebrada en ocasió del Gran Premi de l'Alemanya Occidental de 1961. Gràcies a aquests èxits s'inicià la producció de models de competició destinats a pilots particulars, els quals aconseguiren diversos èxits a escala nacional i internacional tot i basar-se en solucions tècniques molt properes a les dels models de sèrie.
A escala internacional, els millors resultats amb una Tomos els va obtenir Gilberto Parlotti, sisè al campionat del món de 50cc el 1969 i novè l'any següent, en què va obtenir una tercera posició al circuit de Nürburgring; Parlotti també va guanyar amb la Tomos dos campionats d'Itàlia de la mateixa cilindrada. Un altre resultat destacat per a la marca va ser el Campionat d'Europa de 50cc que va guanyar el 1982 Zdravko Matulja.